# サーティース・TS16
サーティース・TS16 (Surtees TS16) は、サーティースが1974年および1975年、1976年のF1世界選手権に投入したフォーミュラ1カー。ジョン・サーティースによって設計された 。

## レース戦績

### 1974-1975: サーティース

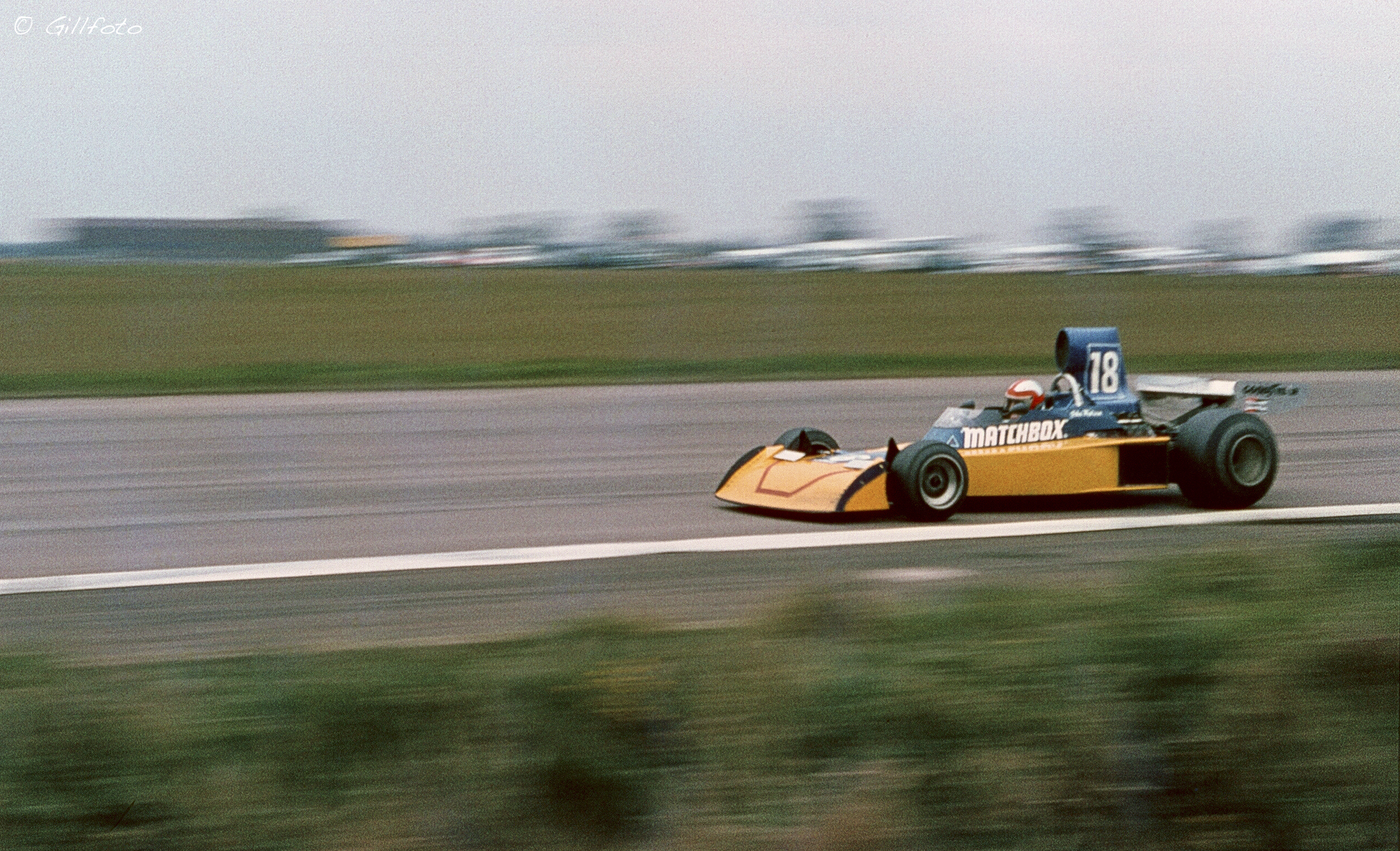
1975年イギリスGPでTS16をドライブするジョン・ワトソン

1974年シーズンの開幕戦、アルゼンチンGPにサーティースはブラジル人ドライバーのホセ・カルロス・パーチェとドイツ人ドライバーのヨッヘン・マスで挑んだが、パーチェはサスペンショントラブル、マスはエンジントラブルと両名ともリタイアとなった。ブラジルGPではパーチェが4位に入り、地元の観衆を喜ばせた。マスは17位に終わった。南アフリカGPではパーチェが11位となったが、マスはサスペンショントラブルでリタイアした。スペインGPでパーチェは13位となり、マスはギアボックストラブルでリタイアした。ベルギーGPではパーチェはハンドリングの悪化、マスはサスペンショントラブルで両者ともリタイアとなった。モナコGPではマスはスタートせず、パーチェはジャン＝ピエール・ベルトワーズ（BRM）、デニス・ハルム（マクラーレン）、アルトゥーロ・メルツァリオ（イソ・マールボロ）、ヴィットリオ・ブランビラ（マーチ・エンジニアリング）、ブライアン・レッドマン（シャドウ）、ティム・シェンケン（トロージャン）らとのクラッシュに巻き込まれリタイアした。スウェーデンGPではパーチェはハンドリング悪化、マスはサスペンショントラブルでリタイアした。パーチェはこの後チームを離脱し、ブラバムに移籍した。オランダGPにマスの1台体制で臨んだチームであったが、マスはトランスミッションのトラブルでリタイアとなった。フランスGPではジョセ・ドレムが起用されたが、ドレムは予選落ちし、マスはクラッチトラブルでリタイアした。イギリスGPではドレムに代わってデレック・ベルが起用されたが、ベルは予選落ちし、マスは14位となった。ドイツGPでベルは11位となったが、マスはエンジントラブルでリタイアした。オーストリアGPではマスに代わってジャン＝ピエール・ジャブイーユが起用されたが、ベル、ジャブイーユ共に予選落ちした。チームはこの両名に加えてディーター・クエスターを起用し、クエスターは9位となった。イタリアGPではドレム、ベル共に予選落ちした。カナダGPではドレムに代わってヘルムート・コイニクが起用され、コイニクは10位となった一方、ベルは予選落ちした。最終戦アメリカGPではベルに代わってドレムが起用された。ドレムは25周でリタイアした。コイニクは10周目にリアタイヤがパンクしコースバリアに衝突、リタイアした。サーティースは3ポイントを獲得し、ランキング11位に終わったが、1975年シーズンは予算不足のためジョン・ワトソンの1台体制に戻った。
1975年シーズン開幕戦アルゼンチンGPでワトソンは燃料パイプがゆるんでしまい、コースサイドで修理を試みた後に失格となった。ブラジルGPでは10位となる。南アフリカGPではクラッチトラブルでリタイアに終わった。スペインGPは8位となる。モナコGPではスピンでリタイアとなった。ベルギーGPでは10位となる。スウェーデンGPでは16位となる。オランダGPでは異常振動のためリタイアした。フランスGPは13位で終わっている。イギリスGPでワトソンは11位となり、チームはこのGPでデイヴ・モーガンも起用し、モーガンは18位となった。チームはドイツGPを欠場、オーストリアGPでは再びワトソン1台体制となった。レースは豪雨となり、グランプリ・ドライバーズ・アソシエーションとオーガナイザーが話し合って29周で中止となった。ワトソンは10位に終わった。チームは来シーズンに投入するTS19の開発に集中するため終盤2戦を欠場した。

### 1974: AAWレーシング
アンティ・アーニオ＝ウィフリはAAWレーシングを結成し、サーティースからTS16を購入、フィンランド人ドライバーのレオ・キヌーネンを起用して1974年ベルギーグランプリに参戦したが、予選落ちした。続いてスウェーデンGPに出場、このときは決勝に進出しエンジントラブルでリタイアしている。その後フランスGPとイギリスGPにも出場したが、いずれも予選落ちしている。一戦おいてオーストリアGPとイタリアGPにも出場したが、これらも予選落ちに終わった。この後チームは予算不足のためF1から撤退した。

### 1976: シェルスポーツ/ホワイティング
シェルスポーツ/ホワイティングは、ニック・ホワイティングが創設し、シェルの燃料を使用した。チームはTS16を購入、ディビナ・ガリカを起用してイギリスGPに参戦したが、予選落ちに終わった。

## F1における全成績
(key) （太字はポールポジション、斜体はファステストラップ）
| 年     | チーム                                                      | エンジン                      | タイヤ | ドライバー                     | 1   | 2   | 3   | 4   | 5   | 6   | 7   | 8   | 9   | 10  | 11  | 12  | 13  | 14  | 15  | 16  | ポイント | 順位 |
| ------ | ----------------------------------------------------------- | ----------------------------- | ------ | ------------------------------ | --- | --- | --- | --- | --- | --- | --- | --- | --- | --- | --- | --- | --- | --- | --- | --- | -------- | ---- |
| 1974年 | チーム・サーティース バング&オルフセン チーム・サーティース | フォード コスワースDFV 3.0 V8 | F      |                                | ARG | BRA | RSA | ESP | BEL | MON | SWE | NED | FRA | GBR | GER | AUT | ITA | CAN | USA |     | 3        | 11位 |
| 1974年 | チーム・サーティース バング&オルフセン チーム・サーティース | フォード コスワースDFV 3.0 V8 | F      | ホセ・カルロス・パーチェ       | Ret | 4   | 11  | 13  | Ret | Ret | Ret |     |     |     |     |     |     |     |     |     | 3        | 11位 |
| 1974年 | チーム・サーティース バング&オルフセン チーム・サーティース | フォード コスワースDFV 3.0 V8 | F      | ヨッヘン・マス                 | Ret | 17  | Ret | Ret | Ret | DNS | Ret | Ret | Ret | 14  | Ret |     |     |     |     |     | 3        | 11位 |
| 1974年 | チーム・サーティース バング&オルフセン チーム・サーティース | フォード コスワースDFV 3.0 V8 | F      | デレック・ベル                 |     |     |     |     |     |     |     |     |     | DNQ | 11  | DNQ | DNQ | DNQ |     |     | 3        | 11位 |
| 1974年 | チーム・サーティース バング&オルフセン チーム・サーティース | フォード コスワースDFV 3.0 V8 | F      | ジョセ・ドレム                 |     |     |     |     |     |     |     |     | DNQ |     |     |     | DNQ |     | Ret |     | 3        | 11位 |
| 1974年 | チーム・サーティース バング&オルフセン チーム・サーティース | フォード コスワースDFV 3.0 V8 | F      | ジャン＝ピエール・ジャブイーユ |     |     |     |     |     |     |     |     |     |     |     | DNQ |     |     |     |     | 3        | 11位 |
| 1974年 | チーム・サーティース バング&オルフセン チーム・サーティース | フォード コスワースDFV 3.0 V8 | F      | ヘルムート・コイニク           |     |     |     |     |     |     |     |     |     |     |     |     |     | 10  | Ret |     | 3        | 11位 |
| 1974年 | メンフィス・インターナショナル チーム・サーティース         | フォード コスワースDFV 3.0 V8 | F      | ディーター・クエスター         |     |     |     |     |     |     |     |     |     |     |     | 9   |     |     |     |     | 3        | 11位 |
| 1974年 | AAWレーシング                                               | フォード コスワースDFV 3.0 V8 | F      | レオ・キヌーネン               |     |     |     |     | DNQ |     | Ret |     | DNQ | DNQ |     | DNQ | DNQ |     |     |     | 3        | 11位 |
| 1975年 | チーム・サーティース                                        | フォード コスワースDFV 3.0 V8 | G      |                                | ARG | BRA | RSA | ESP | MON | BEL | SWE | NED | FRA | GBR | GER | AUT | ITA | USA |     |     | 0        | 14位 |
| 1975年 | チーム・サーティース                                        | フォード コスワースDFV 3.0 V8 | G      | ジョン・ワトソン               | DSQ | 10  | Ret | 8   | Ret | 10  | 16  | Ret | 13  | 11  |     | 10  |     |     |     |     | 0        | 14位 |
| 1975年 | チーム・サーティース ウィズ ナショナル・オーガンズ          | フォード コスワースDFV 3.0 V8 | G      | デイヴ・モーガン               |     |     |     |     |     |     |     |     |     | 18  |     |     |     |     |     |     | 0        | 14位 |
| 1976年 | シェルスポーツ/ホワイティング                               | フォード コスワースDFV 3.0 V8 | G      |                                | BRA | RSA | USW | ESP | BEL | MON | SWE | FRA | GBR | GER | AUT | NED | ITA | CAN | USA | JPN | 7        | 10位 |
| 1976年 | シェルスポーツ/ホワイティング                               | フォード コスワースDFV 3.0 V8 | G      | ディビナ・ガリカ               |     |     |     |     |     |     |     |     | DNQ |     |     |     |     |     |     |     | 7        | 10位 |

## ノンタイトル戦における全成績
(key) （太字はポールポジション）
（斜体はファステストラップ）
| 年     | チーム                                                      | エンジン                      | タイヤ | ドライバー         | 1   | 2   | 3   |
| ------ | ----------------------------------------------------------- | ----------------------------- | ------ | ------------------ | --- | --- | --- |
| 1974年 | チーム・サーティース バング&オルフセン チーム・サーティース | フォード コスワースDFV 3.0 V8 | F      |                    | PRE | ROC | INT |
| 1974年 | チーム・サーティース バング&オルフセン チーム・サーティース | フォード コスワースDFV 3.0 V8 | F      | ヨッヘン・マス     | 4   | DNS | 2   |
| 1974年 | チーム・サーティース バング&オルフセン チーム・サーティース | フォード コスワースDFV 3.0 V8 | F      | カルロス・パーチェ | 9   |     |     |
| 1975年 | チーム・サーティース                                        | フォード コスワースDFV 3.0 V8 | G      |                    | ROC | INT | SUI |
| 1975年 | チーム・サーティース                                        | フォード コスワースDFV 3.0 V8 | G      | ジョン・ワトソン   | 2   | 4   | 5   |

## 参照
1. ↑  “Surtees Ford”.   Stats F1. 2016年2月27日閲覧。
2. ↑  “Surtees TS16”.   Jonathan Davies. 2016年2月27日閲覧。
3. ↑  “Grand Prix results, Argentine GP 1974”.   grandprix.com. 2016年2月27日閲覧。
4. ↑  “Grand Prix results, Brazilian GP 1974”.   grandprix.com. 2016年2月27日閲覧。
5. ↑  “Grand Prix results, South African GP 1974”.   grandprix.com. 2016年2月27日閲覧。
6. ↑  “Grand Prix results, Spanish GP 1974”.   grandprix.com. 2016年2月27日閲覧。
7. ↑  “Grand Prix results, Belgian GP 1974”.   grandprix.com. 2016年2月27日閲覧。
8. ↑  “Grand Prix results, Monaco GP 1974”.   grandprix.com. 2016年2月27日閲覧。
9. ↑  “Grand Prix results, Swedish GP 1974”.   grandprix.com. 2016年2月27日閲覧。
10. ↑  “Grand Prix results, Dutch GP 1974”.   grandprix.com. 2016年2月27日閲覧。
11. ↑  “Grand Prix results, French GP 1974”.   grandprix.com. 2016年2月27日閲覧。
12. ↑  “Grand Prix results, British GP 1974”.   grandprix.com. 2016年2月27日閲覧。
13. ↑  “Grand Prix results, German GP 1974”.   grandprix.com. 2016年2月27日閲覧。
14. ↑  “Grand Prix results, Austrian GP 1974”.   grandprix.com. 2016年2月27日閲覧。
15. ↑  “Grand Prix results, Italian GP 1974”.   grandprix.com. 2016年2月27日閲覧。
16. ↑  “Grand Prix results, Canadian GP 1974”.   grandprix.com. 2016年2月27日閲覧。
17. ↑  “Grand Prix results, United States GP 1974”.   grandprix.com. 2016年2月27日閲覧。
18. ↑  “Grand Prix results, Argentine GP 1975”.   grandprix.com. 2016年2月27日閲覧。
19. ↑  “Grand Prix results, Brazilian GP 1975”.   grandprix.com. 2016年2月27日閲覧。
20. ↑  “Grand Prix results, South African GP 1975”.   grandprix.com. 2016年2月27日閲覧。
21. ↑  “Grand Prix results, Spanish GP 1975”.   grandprix.com. 2016年2月27日閲覧。
22. ↑  “Grand Prix results, Monaco GP 1975”.   grandprix.com. 2016年2月27日閲覧。
23. ↑  “Grand Prix results, Belgian GP 1975”.   grandprix.com. 2016年2月27日閲覧。
24. ↑  “Grand Prix results, Swedish GP 1975”.   grandprix.com. 2016年2月27日閲覧。
25. ↑  “Grand Prix results, Dutch GP 1975”.   grandprix.com. 2016年2月27日閲覧。
26. ↑  “Grand Prix results, French GP 1975”.   grandprix.com. 2016年2月27日閲覧。
27. ↑  “Grand Prix results, British GP 1975”.   grandprix.com. 2016年2月27日閲覧。
28. ↑  “Grand Prix results, Austrian GP 1975”.   grandprix.com. 2016年2月27日閲覧。
29. ↑  “Grand Prix results, British GP 1976”.   grandprix.com. 2016年2月27日閲覧。